# 第二十八号型駆潜艇
| 第二十八号型駆潜艇 | 第二十八号型駆潜艇 |
| ------------------ | --- |
| 第32号             | |
| 艦級概観           | |
| 艦種               | 駆潜艇 |
| 艦名               | |
| 前級               | 第十三号型駆潜艇 |
| 次級               | 第六十号型駆潜艇 |
| 要目（計画竣工時） | |
| 排水量             | 基準：420トン |
| 全長               | 51.0m |
| 全幅               | 6.7m |
| 吃水               | 2.63m |
| 機関               | 艦本式23号8型ディーゼル 2基 2軸 1,700馬力                                                                                       |
| 速力               | 16.0ノット |
| 航続距離           | 14ノットで2,000海里 |
| 燃料               | 重油16トン |
| 乗員               | 80名 |
| 兵装               | 四十口径三年式八糎高角砲1基 25mm単装機銃3挺（1944年以降） 13mm機銃連装1基 94式爆雷投射機2基 爆雷投下軌条1基（のち2基） 爆雷36個 |
| レーダー           | 二号二型電探1基（1944年以降）                                                                                                   |
| ソナー             | 九三式水中聴音機1基 九三式水中探信儀1基                                                                                         |
| 同型艦             | 31隻 |

第二十八号型駆潜艇（だいにじゅうはちごうがたくせんてい、旧字体：第二十八號型驅潜艇）は日本海軍の駆潜艇。同型艦31隻。

## 概要
前艦型である第十三号型駆潜艇は保針性能がやや悪かったので、本艦型は艦尾船底の形状を改め、艦尾側面は垂直となった。また戦時量産に適するよう艤装や船殻が簡易化されたが、松型駆逐艦や海防艦で実施したような徹底的なものではなかった。その他兵装等に違いはなく、実質的には第十三号型と同型艇である。
戦時中は船団護衛を主任務とした。他の海軍艦艇と同様機銃の増備が実施され、25mm機銃3挺が追加装備された。また探照燈を移動し、その位置に22号電探1基を装備した。その他、爆雷投下軌条が2基に増強された。
終戦時9隻が残存、国内にあった無傷の2隻が復員輸送に従事した。

## 同型艦
- 艦番：竣工日（造船所）。喪失日（場所）、または戦後の様子。

造船所は鶴見=日本鋼管鶴見造船所、播磨=播磨造船所、三井玉=三井造船玉造船所、石川島=東京石川島造船所、函館=函館船渠、日立因島=日立造船因島工場、香焼島=川南工業香焼島造船所、新潟=新潟鉄工所、浪速=浪速船渠。
- 第28号：1942年5月15日竣工（鶴見）。1945年2月1日敵機の攻撃により沈没（ルソン島北方）。
- 第29号：1942年4月30日竣工（播磨）。1944年2月18日トラック島空襲により沈没（トラック島）。
- 第30号：1942年5月13日竣工（三井玉）。1944年12月24日敵潜の雷撃により沈没（ボルネオ北西）。
- 第31号：1942年6月15日竣工（石川島）。1945年1月12日敵機の攻撃により沈没（仏印南部）。
- 第32号：1942年8月19日竣工（鶴見）。1944年9月24日敵機の攻撃により沈没（コロン湾）。
- 第33号：1942年8月15日竣工（三井玉）。1945年3月21日敵機の攻撃により沈没（カムラン湾）。
- 第34号：1942年8月31日竣工（播磨）。1945年3月26日英艦と交戦沈没（アンダマン諸島沖）。
- 第35号：1943年2月28日竣工（函館）。1945年2月23日敵機の攻撃により沈没（仏印南部）。
- 第36号：1942年10月15日竣工（石川島）。1944年11月19日敵機の攻撃により沈没（フィリピン・スービック湾）。
- 第37号：1942年10月31日[2]竣工（三井玉）。1945年5月22日敵機の攻撃により沈没（奄美大島）。
- 第38号：1942年12月10日竣工（鶴見）。青島で終戦。
- 第39号：1942年10月31日竣工（播磨）。1944年2月16日敵機の攻撃により大破座礁放棄（カビエン）。
- 第40号：1943年3月31日竣工（日立因島）。1944年2月19日敵機の攻撃により沈没（ビスマルク諸島）。
- 第41号：1943年1月31日竣工（香焼島）。シンガポールで終戦。1946年8月3日海没処分（シンガポール沖）。
- 第42号：1943年5月31日竣工（日立因島）。1945年7月31日女川港付近で雷撃を受け損傷、そのまま終戦。
- 第43号：1943年4月7日竣工（新潟）。1945年1月12日敵機の攻撃により大破炎上擱座、そのまま放置（カムラン湾）。
- 第44号：1943年5月15日竣工（香焼島）。1945年春に南方への護衛船として横須賀港を出港、相模湾沖にて米軍機の攻撃に遭いスクリューを破損。航行不能となり、入れ替わりに帰港する他船に曳航されて横須賀港へ帰還。主機の修理を施されることなく放置され終戦を迎える。終戦後、解体。
- 第45号：1943年10月15日竣工（函館）。1944年11月29日オルモック輸送作戦中に敵機の攻撃により沈没（セブ島東方）。
- 第46号：1943年9月30日竣工（日立因島）。1944年11月25日オルモック輸送作戦中に敵機の攻撃により沈没（マスバテ島付近）。
- 第47号：1943年8月12日竣工（香焼島）。横須賀で終戦、復員輸送に従事。1947年10月アメリカへ引き渡し。
- 第48号：1943年7月31日[3]竣工（新潟）。1945年7月14日、釜石艦砲射撃への応戦中に敵機の攻撃により沈没（釜石湾）。
- 第49号：1944年1月31日竣工（函館）。佐世保港で終戦、復員輸送に従事。1947年10月3日青島で中華民国に引き渡し。

- 第50号：1943年11月30日竣工（日立因島）。1944年7月20日敵機の攻撃により沈没（父島）。
- 第51号[II]：1943年11月8日竣工（香焼島）。1945年7月28日横須賀で敵機の攻撃により損傷、そのまま終戦。
- 第52号[II]：1943年11月30日竣工（浪速）。1945年8月14日佐世保付近で敵機の攻撃により損傷、そのまま終戦。
- 第53号[II]：1944年3月20日竣工（浪速）。1944年11月28日オルモック輸送作戦中に敵機の攻撃により沈没（オルモック沖）。
- 第54号：1943年11月12日竣工（新潟）。1944年3月25日米潜「ポラック」の雷撃を受け沈没（父島北東）。
- 第55号：1944年5月31日竣工（函館）。1944年9月13日敵機の攻撃により沈没（セブ島北）。
- 第56号：1944年7月26日竣工（浪速）。スラバヤで終戦。
- 第57号：1944年10月28日竣工（函館）。1945年6月12日英艦と交戦沈没（スマトラ島サバン北）。
- 第58号：1944年1月26日竣工（新潟）。1945年5月22日敵機の攻撃により沈没（奄美大島）。